# Песимізм

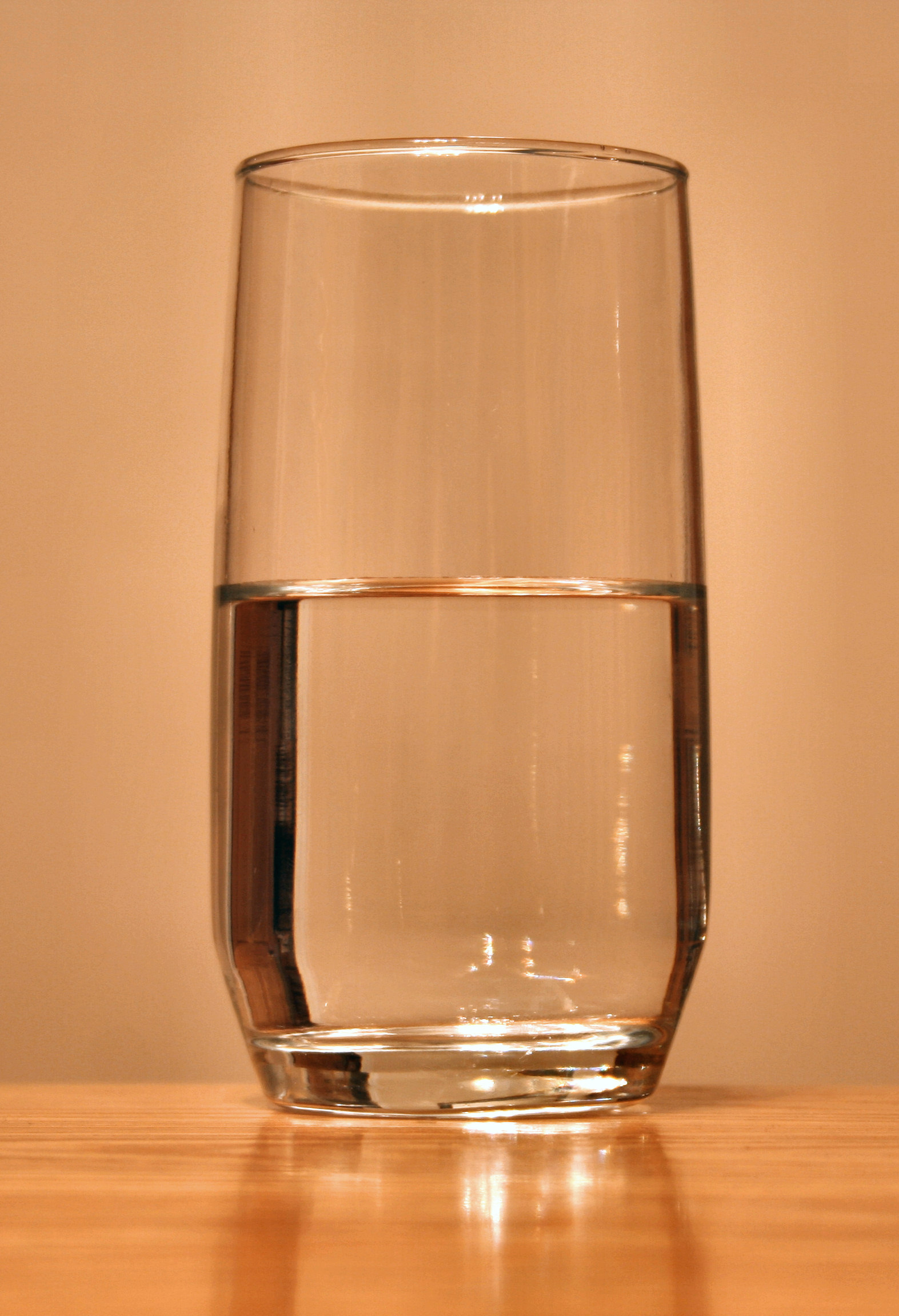
На запитання «Ця склянка наполовину повна, чи наполовину порожня?», песимістична відповідь — наполовину порожня

Песимізм — світосприйняття, сповнене безнадії, зневіри у краще майбутнє; схильність в усьому вбачати найгірші, темні сторони.
Дуже поширену елементарну форму такої оцінки ми знаходимо в песимізмі порівняльно-історичному; від Гесіода і до наших днів кожна епоха вважала себе найгіршою. Очевидно, що люди суб'єктивно особливо чутливі до бід свого часу, і цей вид песимізму — природна і практично неминуча ілюзія. Теоретично ми від неї звільняємося тоді, коли дізнаємося факт її повторення в різні епохи, в самих різних історичних умовах.
Песимістичним поглядом на історію протиставляється ідея постійного зростання людського добробуту. Свідомість, що у світі є зло і що воно не скасовується одним прогресом соціальних умов життя, викликає принципове питання про оцінку світового буття, причому крайнім з негативних відповідей є песимізм безумовний, що виразився в буддійської релігії і отримав новітню філософську обробку в системах Шопенгауера і Е. Гартмана.